# Juan de la Cosa (2006)
El Juan de la Cosa es un buque hospital de manufactura española, propiedad del Instituto Social de la Marina, Entidad Gestora de la Seguridad Social. Su distintivo de llamada es ECJE y su número IMO es 9328156. Fue desarrollado en el astillero IZAR Gijón (Asturias) y botado a la mar en el año 2006. Recibe el nombre de Juan de la Cosa, para homenajear al cartógrafo y navegante cántabro.
El Juan de la Cosa es el segundo barco de este tipo en España, tras el Esperanza del Mar. Este barco tiene como cometidos principales el de asistir a la flota pesquera, a los marinos mercantes y prestar apoyo técnico y logístico a los buques situados en su cercanía.